# Аракажу
Аракажу (порт. Aracaju) град је у Бразилу и главни град савезне државе Сержипе. Налази се на обали Атлантског океана, на рекама Сержипи и Пошим. Према процени из 2007. у граду је живело 520.207 становника, што је трећина становника државе Сержипи. Са околним градовима и насељима, број житеља прелази 900 хиљада. 
Налази се на северозападу Бразила, око 350 километара северно од Салвадора. У близини града има много атрактивних плажа, од којих је најпознатија Аталаја. 
Град је основан 17. марта 1855. Име потиче од индијанских речи ará, acaiú, које на језику тупи-гварани значе папагај и кашу орах. 
У Аракажу постоји Универзитет, аеродром и конзулати Португала, Француске, Чилеа, Италије, Румуније и Венецуеле.

## Становништво
Према процени из 2007. у граду је живело 520.207 становника.
| 1991.   | 2000.   |
| ------- | ------- |
| 402,341 | 461,534 |

## Галерија
- Панорама Аракажуа
- Парк на југу града
- Лукови на плажи Аталаја, симбол града
- Божићна јелка у Аракажуу 2007. (110 метара)